# Lagorce, Ardèche

Lagorce este o comună în departamentul Ardèche din sud-estul Franței. În 1 ianuarie 2022 avea o populație de 1.227 de locuitori.